# Alberto di Luca
Alberto di Luca (Milano, 17 agosto 1952) è un dirigente d'azienda, politico e diplomatico italiano, diplomatico dell'Ordine di Malta.

## Biografia
È laureato a pieni voti in Scienze politiche all'Università degli Studi di Milano, indirizzo politico-sociale. È stato amministratore delegato nel settore dei beni di lusso e, a livello associativo, direttore generale del Consorzio Italiano per l'Alta Orologeria. Alla fine del 1993 ha abbandonato le sue attività per dedicarsi alla politica.
A ottobre del 2006 torna a ricoprire il suo ruolo di manager, entrando come vice presidente in ATM Servizi e assumendo, poco dopo, anche il ruolo di direttore commerciale.
Entra nel 2008 nel CdA di Covenant Partners, società di Executive Search e Board Advisory (http://www.covenantpartners.it). È stato membro del CdA di Fondazione Valore Italia. Nell'ottobre 2010 viene nominato consigliere di CLP, società del gruppo Poste Italiane - SDA Express Courier. Il 6 maggio 2011 GSE S.p.A. (Gestore dei Servizi Energetici nazionali) lo nomina consigliere di amministrazione di RSE SpA.

### Diplomazia
Nell'ottobre 2010 viene nominato Ambasciatore straordinario e plenipotenziario del SMOM Sovrano Militare Ordine di Malta presso la Repubblica di Serbia, ove resta sino a fine 2023.
Dall'aprile 2024 è Ambasciatore straordinario e plenipotenziario del SMOM Sovrano Militare Ordine di Malta presso il Principato di Monaco ( https://monacoembassy.orderofmalta.int/it/ )

## Politica
È entrato in politica in occasione delle elezioni del 1994 come tesoriere di Forza Italia alla Camera. È stato ricandidato ed eletto alle elezioni politiche del 21 aprile 1996 come tesoriere di Forza Italia alla Camera e in quelle successive del 13 maggio 2001.
Il 29 novembre 2001 è stato eletto presidente del Comitato bicamerale di controllo sull'attuazione dell'accordo di Schengen, di vigilanza e controllo sull'attività dell'unità nazionale di Europol, e, dall'entrata in vigore della legge Bossi-Fini, di controllo e vigilanza in materia di immigrazione.
Nell'ambito del comitato da lui presieduto ha diretto una indagine conoscitiva sullo spazio di Schengen nella nuova costruzione europea. Per lo svolgimento di tale indagine il comitato ha svolto 15 missioni in paesi europei e presso organismi internazionali.
Ha presentato una proposta di legge volta a disciplinare la fornitura dei servizi di accesso ad internet, approvata nell'aprile 2002 (Legge 8 aprile 2002, n. 59).
Dal 2012 è Rappresentante Permanente del Sovrano Militare Ordine di Malta presso la P.A.M. (Assemblea dei Parlamenti del Mediterraneo).

## Onorificenze
Nel 2003 è stato insignito dell'onorificenza di Commendatore al Merito Melitense del Sovrano Militare Ordine di Malta http://www.orderofmalta.int . Nello stesso anno è stato insignito dell'onorificenza di Commendatore con Placca d'argento del Sacro Militare Ordine Costantiniano di San Giorgio, dal Principe don Carlos di Borbone, Infante di Spagna. Nel 2004 è stato personalmente insignito della "Golden Laurel" dal Ministro degli Esteri di Bulgaria. Nel 2006 il Ministro degli Esteri di Taiwan, lo insigna personalmente dell'onorificenza al "Merito Diplomatico". S.S. Irinej (Patriarca di Serbia), gli ha conferito a Nis, Serbia, il 6 ottobre 2013, l'alta onorificenza della Chiesa ortodossa del "Santo imperatore Costantino" in segno di riconoscenza per le attività in occasione del 1700 anniversario dell'Editto di Milano. Da giugno 2014 è Cavaliere di Grazia Magistrale del Sovrano Ordine di Malta. Nel luglio 2017 è stato insignito della Gran Croce al Merito Melitense del Sovrano Ordine di Malta. Nel luglio 2017 è stato insignito della Gran Croce al Merito Melitense del Sovrano Ordine di Malta.
Per le sue attività sportive, nel 1985 il Presidente della Repubblica Francesco Cossiga, gli consegnò la Medaglia d'Oro al Valore Atletico per la vittoria nel Campionato del Mondo di Motonautica Offshore.

## Carriera sportiva
Ha corso in moto, poi, dopo una breve esperienza nei rally, è arrivato alla motonautica dove ha vinto i campionati Italiano, Europeo e Mondiale. Grazie a questi risultati, il Presidente della Repubblica Francesco Cossiga lo insignì della Medaglia d'Oro al Valore Atletico (http://www.medagliedoro.org/atleta/alberto-di-luca).
Si è ritirato dalle competizioni dopo aver vinto il titolo di Campione d'Italia Offshore Classe 1 nel 1989.
Nel 1999 - a 10 anni dal suo ritiro - è tornato a correre nel Campionato Endurance Offshore (ove nella Viareggio Bastia Viareggio ha avuto a bordo il Campione di sci Alberto Tomba) vincendo tutte e tre le gare del Campionato e laureandosi quindi Campione Europeo.